# Voreppe
Voreppe – miejscowość i gmina we Francji, w regionie Owernia-Rodan-Alpy, w departamencie Isère.
Według danych na rok 1990 gminę zamieszkiwało 8446 osób, a gęstość zaludnienia wynosiła 295 osób/km² (wśród 2880 gmin regionu Rodan-Alpy Voreppe plasuje się na 85. miejscu pod względem liczby ludności, natomiast pod względem powierzchni na miejscu 248.).
Przez gminę przepływa rzeka Isère. 